# А вот и Хаггетты
«А вот и Хаггетты» (англ. Here Come the Huggetts) — британский комедийный фильм 1948 года, первый из серии фильмов «Хаггеттсы», об английской семье рабочего класса. Все три фильма из серии были срежиссированы Кеном Эннакином и выпущены Gainsborough Pictures.
Главные роли сыграли Джек Уорнер (фабричный рабочий Джо Хаггетт) и Кэтлин Харрисон (его жена Этель), а также Петула Кларк, Джейн Хитлон и Сьюзен Шоу в роли их юных дочерей (под своими именами), и Эми Венесс в роли их категоричной бабушки. Это был первый фильм для Дианы Дорс.
Джо и Этель знакомы зрителям с фильма снятого годом ранее «Holiday Camp», после следуют ещё два сиквела «Голосуйте за Хаггетта» (1949) и «Хаггетты за границей» (1949).

## Сюжет
Фабричный рабочий Джо Хаггетт устанавливает дома свой первый телефон для рабочих целей, но его дочери вскоре находят для него намного более полезное применение. Диана, взбалмошная кузина Этель (её играет 16-летняя Диана Дорс), приезжает в гости и сразу же создаёт кучу проблем дома, а затем и на работе Джо, когда Этель уговаривает его её там пристроить. Старшей дочери Джейн предстоит сделать выбор между своим женихом, поступившим на службу, и новым местным поклонником. Тем временем семья планирует отправиться в Лондон, чтобы посмотреть на королевскую свадьбу, и бабушка Хаггетт присоединяется к ним в палатке ночью возле Букингемского дворца.
Кларк, которая начала свою карьеру в качестве детской вокалистки на BBC Radio, исполняет песню «Walking Backward».

## В ролях
- Джек Уорнер — Джо Хаггетт
- Кэтлин Харрисон — Этель Хаггетт
- Джейн Хилтон — Джейн Хаггетт
- Сьюзан Шоу — Сьюзан Хаггетт
- Петула Кларк — Пэт Хаггетт
- Джимми Хэнли — Джимми Гарднер
- Дэвид Томлинсон — Гарольд Хинчли
- Диана Дорс — Диана Хопкинс
- Питер Хаммонд — Питер Хоутри
- Джон Блайт — Гоуэн
- Эми Венесс — бабушка Хаггетт
- Клайв Мортон — мистер Кемпбелл
- Морис Денхам — инженер 1
- Дорис Хэйр — миссис Фишер
- Эсма Кэннон — вожатая
- Элисон Леггатт — мисс Перкс
- Дэнди Николс — тётя Эди
- Хэл Осмонд — инженер 2
- Питер Скотт — курьер
- Кит Шепард — викарий
- Эдмундо Рос в роли самого себя

## ССылки
- «А вот и Хаггетты» (англ.) на сайте Internet Movie Database
- Here Come the Huggetts at BFI
- Review of film at Variety